# Colle di Tora
Colle di Tora település Olaszországban, Lazio régióban, Rieti megyében. Lakosainak száma 363 fő (2023. január 1.). Colle di Tora Castel di Tora, Poggio Moiano, Pozzaglia Sabina és Rocca Sinibalda községekkel határos.

## Népesség
A település lakossága az elmúlt években az alábbi módon változott:
| Lakosok száma | 356  | 353  | 363  |
|               | 2017 | 2018 | 2023 |